# Saint-Sulpice (Maine i Loara)
Saint-Sulpice – miejscowość i dawna gmina we Francji, w regionie Kraj Loary, w departamencie Maine i Loara. W 2013 roku jej populacja wynosiła 198 mieszkańców. Nazwa miejscowości pochodzi od imienia św. Sulpicjusza.
W dniu 1 stycznia 2016 roku z połączenia dwóch ówczesnych gmin – Blaison-Gohier oraz Saint-Sulpice – utworzono nową gminę Blaison-Saint-Sulpice. Siedzibą gminy została miejscowość Blaison-Gohier.